# Гіндін Йосип Абрамович
Йосип Абрамович Гіндін (18 серпня 1918, Харків — 25 вересня 1989, Харків) — фізик. Доктор фізико-математичних наук (1964), професор (1967)..
Закінчив Харківський машин.-будівний інститут (1941). Від 1946 — в Харківський фізико-технічний інститут АН УРСР (УФТІ). 1965–87 — нач. лаб.); одночасно викладав у Харків. політех. (1946–60) та пед. (1967–88) ін-тах. Досліджував мікропроцеси пластич. деформації, зміцнення та руйнування кристаліч. тіл. Обґрунтував роль двійникування в процесах пластич. деформації і руйнування металів; запропонував серію оригін. низькотемператур. методів зміцнення і підвищення пластичності металів і сплавів, які ґрунтуються на процесах росту щільності дефектів, їх перерозподілі й вичерпанні при кріогенному деформуванні.

## Біографія
Йосип Абрамович Гіндін народився у Харкові в сім'ї робітника швейної фабрики ім. Тинякова. матір була домогосподаркою. У 1926 р. І. А. Гіндін вступив у десятирічку № 7, яку закінчив 1936 р. З 1936 р.и він був студентом Харківського механіко-машинобудівного інституту, який закінчив у червні 1941 р. за спеціальністю «інженер-фізик».
Після тримісячного навчання у артилерійській академії ім. Дзержинського був направлений у чинну Червону армію і до жовтня 1944 р. служив начальником артпостачання 4 ПАП і 147 ПАБр РДК. За успішне виконання завдань командування нагороджено орденами Червоної зірки та Вітчизняної війни 2 ступеня. З жовтня 1944 р. до травня 1946 р. І. А. Гіндін працював помічником начальника артпостачання та викладачем матчасті артилерійського Мінського навчального арттабору.
Наукова діяльність Йосипа Абрамовича розпочалася після демобілізації у 1946 р. у ХФТІ АН УРСР, де він пройшов шлях від молодшого наукового співробітника в лабораторії фізики кристалів, керованої професором Р. І. Гарбером, до начальника організованої ним лабораторії фізики міцності та пластичності у відділі фізики твердого тіла та конденсованого стану речовини.
1954 року захистив кандидатську дисертацію «Про механічне двійкування деяких металів», а 1964 р. — докторську дисертацію «Дослідження з фізики міцності та пластичності металів та сплавів у температурній області 1,4…1000 К».

## Наукова діяльність
Роботи Йосипа Гіндіна зробили значний внесок у розвиток фізики міцності та пластичності. З його ім'ям пов'язані:
- дослідження аномалій низькотемпературної деформації лужних металів, що призвели до виявлення низькотемпературного деформаційного поліморфізму — перетворення кристалічних ґрат з ОЦК на ГЦК, пояснення явища надпластичності деяких матеріалів у метастабільному стані

- дослідження в галузі фізики міцності та пластичності твердих тіл за низьких температур (1,4…77 К). Виконання цих робіт було стимульоване розвитком галузей нової техніки — кріогенної та аерокосмічної, а також представляло фундаментальний інтерес у зв'язку з необхідністю з'ясування 164 фізичних процесів пластичної деформації та механічної поведінки матеріалів поблизу абсолютного нуля температури. Для аерокосмічних підприємств, керованих С. П. Корольовим та А. А. Люлькою, був виконаний великий обсяг робіт з вивчення механічних властивостей та характеру руйнування в температурному інтервалі 4,2…300 До широкого класу сталей та спеціальних сплавів на залізній, ніобієвій, молібденовій, алюмінієвій, мідній та титановій основах у різних станах; встановлені температурні межі, в яких можливе застосування досліджених матеріалів у вузлах авіаційної та космічної техніки;

- у рамках робіт з виконання завдань галузевого міністерства вивчено механічні властивості технічних композитних надпровідників на основі сплавів, що деформуються, та інтерметалевих сполук. Встановлено низку закономірностей зміни механічних властивостей та деградації критичного струму залежно від конструктивних особливостей композитів;

- проведено цикл досліджень фізичної природи холодноламкості металів та взаємозв'язку між механічним двійникуванням та тендітним руйнуванням. При низькотемпературному деформуванні високочистих ОЦК-металів вперше виявлено міжзеренне ковзання і ковзання по межах двійників, зворотне двійникування при додатку навантаження протилежного знака, термічне зміцнення двійникових прошарків після відігріву до 300 К, явище розвитку механічних двійників. В результаті цих досліджень змінилися уявлення про роль механічного двойникування у загальній пластичній деформації та руйнуванні ОЦК-металів та сплавів. Показано, що двійникування можна ефективно управляти, використовуючи його як різновид попередньої механіко-термічної обробки з метою зміни ряду фізико-механічних властивостей; — досліджено фізичні ефекти при взаємодії дислокацій із ґратковою, електронною та магнітною підсистемами. Вперше показано, що повзучість нікелю поблизу абсолютного нуля температури здійснюється шляхом подолання потенційних бар'єрів за рахунок квантово-механічного тунелювання дислокацій та енергії нульових коливань дислокаційної лінії. Докладно вивчено явище розуміцнення металів при переході з нормального в надпровідний стан, що пов'язане зі зникненням або ослабленням механізму гальмування дислокацій електронами провідності внаслідок утворення куперівських пар;

- розроблено унікальні види деформації — прокатка, волочіння, кручення, квазігідроекструзія в температурному інтервалі 4,2…77 К, що дозволяють формувати в металах та сплавах з різним типом кристалічних ґрат гранично високу щільність деформаційних дефектів, у тому числі і наноструктур.